# Ben Lhassine Kone
Benjamin Lhassine Kone (Abidjan, 14 marzo 2000) è un calciatore ivoriano, centrocampista del Como.

## Biografia
Ivoriano di nascita, arrivò in Italia dalla Costa d'Avorio a Natale del 2015, riunendosi così alla madre, che era emigrata a Roma qualche anno prima.
Il fratello maggiore, Ismael, è morto nel 1994, a soli pochi giorni dalla nascita.
A 14 anni, in seguito a un incidente durante una partita di calcio con gli amici, ha contratto una grave infezione batterica alla gamba sinistra, rischiando l'amputazione dell'arto, scongiurata però dalla successiva guarigione.
Ha una figlia, Cataleya, ed una compagna.

## Caratteristiche tecniche
Gioca nel ruolo di trequartista, ma può anche essere schierato come ala sinistra (avendo giocato da attaccante nei primi anni delle giovanili) o da centrocampista centrale.

## Carriera

### Club

#### Gli inizi e il Torino
In seguito all'arrivo a Roma, Kone ha sostenuto un provino con la squadra locale del Certosa, non venendo però tesserato per motivi burocratici. Pochi mesi dopo, ha iniziato a giocare nelle giovanili della Vigor Perconti, con cui ha vinto il campionato Allievi Dilettanti nel 2016, facendo parte di una formazione che comprendeva anche Fabiano Parisi.
Nell'estate del 2017, dopo un breve periodo di prova con la Lazio, è entrato a far parte del settore giovanile del Torino, firmando il suo primo contratto da professionista e venendo aggregato alla squadra Primavera, con cui ha vinto una Coppa Italia (nel 2018) e la Supercoppa di categoria (nel 2019). Nella stessa stagione, riceve le sue prime convocazioni in prima squadra dall'allenatore Siniša Mihajlović, senza però trovare l'esordio ufficiale.

#### Prestito al Cosenza
Il 3 agosto 2019, Kone è stato ceduto in prestito per un anno al Cosenza, in Serie B. Ha quindi fatto il suo debutto in rosso-blu (e fra i professionisti) il 31 agosto seguente, nell'incontro di campionato contro la Salernitana. Nell'ottobre dello stesso anno, ha sofferto la rottura di legamento crociato e menisco del ginocchio. È quindi tornato a giocare nel luglio del 2020, alla ripresa del campionato dopo lo stop causato dallo scoppio della pandemia di COVID-19. Ha chiuso la stagione con sei presenze, contribuendo così alla salvezza della squadra silana, raggiunta all’ultima giornata.
Il 15 settembre 2020, Kone è tornato in prestito al Cosenza per un'altra stagione. Il 2 aprile 2021, il centrocampista ha segnato il suo primo gol in campionato contro l'Ascoli, con un tiro da fuori area.

#### Ritorno al Torino e prestiti a Crotone, Frosinone e Como
Terminato il prestito in Calabria, Kone ha fatto ritorno al Torino, con cui ha poi esordito in Serie A il 17 ottobre 2021, subentrando all'infortunato Rolando Mandragora in occasione della sconfitta per 1-0 in casa del Napoli. Tuttavia, dopo aver giocato appena due partite complessive con i granata, il 26 gennaio 2022 il centrocampista è stato ceduto di nuovo in prestito, questa volta al Crotone. Nonostante le sedici presenze (con una rete) per i calabresi, l'ivoriano non è riuscito a impedire la retrocessione in Serie C della squadra a fine campionato.
Il 1º agosto 2022, Kone è stato girato nuovamente in prestito, sempre in Serie B, ma al Frosinone, con la formula del trasferimento temporaneo con diritto di riscatto e controriscatto a favore dei granata. Cinque giorni dopo segna il suo primo gol con i ciociari nella partita del primo turno di Coppa Italia, nell'incontro perso per 3-2 in casa del Monza. 
Il 25 luglio 2023 passa in prestito con obbligo di riscatto al Como, sempre in Serie B.
Al Como diventa inizialmente titolare a centrocampo, al fianco di Alessandro Bellemo, ma la stagione è segnata da due lunghi stop, il primo tra dicembre e gennaio per l'intervento di asportazione di un'ernia e il secondo quando il 17 febbraio 2024, durante Palermo-Como si rompe il legamento crociato anteriore del ginocchio sinistro, lo stesso già infortunato nel 2019, chiudendo così in anticipo la stagione, che vedrà poi il Como tornare in Serie A.
Il 15 dicembre 2024, a dieci mesi dall'infortunio, torna in campo subentrando a gara in corso nella partita vinta per 2-0 contro la Roma.
Il 3 febbraio 2025 torna al Frosinone, con la formula del prestito. Il 29 marzo ritorna al gol, aprendo le marcature nel successo per 3-0 in casa della Sampdoria.

## Statistiche

### Presenze e reti nei club
Statistiche aggiornate al 13 maggio 2025.
| Stagione         | Squadra          | Campionato       | Campionato | Campionato | Coppe nazionali | Coppe nazionali | Coppe nazionali | Coppe continentali | Coppe continentali | Coppe continentali | Altre coppe | Altre coppe | Altre coppe | Totale | Totale | Totale |
| Stagione         | Squadra          | Comp             | Pres       | Reti       | Comp            | Pres            | Reti            | Comp               | Pres               | Reti               | Comp        | Pres        | Reti        | Pres   | Reti   |        |
| ---------------- | ---------------- | ---------------- | ---------- | ---------- | --------------- | --------------- | --------------- | ------------------ | ------------------ | ------------------ | ----------- | ----------- | ----------- | ------ | ------ | ------ |
| 2017-2018        |                  | A                | 0          | 0          | CI              | -               | -               | -                  | -                  | -                  | -           | -           | -           | 0      | 0      |        |
| 2018-2019        | Torino           | A                | 0          | 0          | CI              | -               | -               | -                  | -                  | -                  | -           | -           | -           | 0      | 0      |        |
| lug.-ago. 2019   |                  | A                | -          | -          | CI              | -               | -               | UEL                | -                  | -                  | -           | -           | -           | 0      | 0      |        |
| 2019-2020        | Cosenza          | B                | 6          | 0          | CI              | 1               | 0               | -                  | -                  | -                  | -           | -           | -           | 7      | 0      |        |
| 2020-2021        | Cosenza          | B                | 26         | 1          | CI              | 3               | 1               | -                  | -                  | -                  | -           | -           | -           | 29     | 2      |        |
| Totale Cosenza   | Totale Cosenza   | Totale Cosenza   | 32         | 1          |                 | 4               | 1               |                    | -                  | -                  |             | -           | -           | 36     | 2      |        |
| 2021-gen. 2022   | Torino           | A                | 1          | 0          | CI              | 1               | 0               | -                  | -                  | -                  | -           | -           | -           | 2      | 0      |        |
| Totale Torino    | Totale Torino    | Totale Torino    | 1          | 0          |                 | 1               | 0               |                    | -                  | -                  |             | -           | -           | 2      | 0      |        |
| gen.-giu. 2022   | Crotone          | B                | 16         | 1          | CI              | -               | -               | -                  | -                  | -                  | -           | -           | -           | 16     | 1      |        |
| 2022-2023        | Frosinone        | B                | 19         | 2          | CI              | 1               | 1               | -                  | -                  | -                  | -           | -           | -           | 20     | 3      |        |
| 2023-2024        | Como             | B                | 14         | 0          | CI              | -               | -               | -                  | -                  | -                  | -           | -           | -           | 14     | 0      |        |
| 2024-feb. 2025   | Como             | A                | 4          | 0          | CI              | -               | -               | -                  | -                  | -                  | -           | -           | -           | 4      | 0      |        |
| Totale Como      | Totale Como      | Totale Como      | 18         | 0          |                 | -               | -               |                    | -                  | -                  |             | -           | -           | 18     | 0      |        |
| feb.-giu. 2025   | Frosinone        | B                | 9          | 1          | CI              | -               | -               | -                  | -                  | -                  | -           | -           | -           | 9      | 1      |        |
| Totale Frosinone | Totale Frosinone | Totale Frosinone | 28         | 3          |                 | 1               | 1               |                    | -                  | -                  |             | -           | -           | 29     | 4      |        |
| Totale carriera  | Totale carriera  | Totale carriera  | 95         | 5          |                 | 6               | 2               |                    | -                  | -                  |             | -           | -           | 101    | 7      |        |

## Palmarès

### Club

#### Competizioni giovanili
- Coppa Italia Primavera: 1

Torino: 2017-2018
- Supercoppa Primavera: 1

Torino: 2018

#### Competizioni nazionali
- Campionato italiano di Serie B: 1

Frosinone: 2022-2023